# Radislav Hošek
Radislav Hošek (13. března 1922 Brno – 27. dubna 2005 Brno) byl český klasický filolog. Působil jako vysokoškolský pedagog v Brně, v Praze a Trnavě. Je autorem několika samostatných monografií a odborných časopiseckých studií o různých stránkách kulturního a společenského života ve starověkém Řecku a Římě. Překládal z klasické řečtiny, němčiny, angličtiny a ruštiny.

## Život
Narodil se v rodině Karla Hoška (1891–1959), administrativního ředitele FF Masarykovy univerzity a bývalého ruského legionáře a jeho manželky Heleny, rozené Juškevičové (1897–1945).
V letech 1933–1941 studoval na brněnském gymnáziu v Legionářské ulici, kde také maturoval. Během války žil v Brně. Dva roky pracoval v Zemském archivu, pak, až do konce války, v Úřadu ochrany práce. Koncem války se zapojil do činnosti odbojové skupiny Předvoj. V letech 1945–1949 studoval klasickou filologii na filosofické fakultě Masarykovy univerzity v Brně. Roku 1946 vstoupil do KSČ a setrval v ní až do osmdesátých let. V roce 1949 se oženil s Naděždou Haluzovou. S tou se rozvedl a roku 1951 si vzal Jiřinu Kupkovou. Ani toto manželství nezůstalo trvalé. Jeho třetí partnerkou, s níž žil až do smrti, se stala filoložka Jana Nechutová.
Po ukončení studií na Masarykově univerzitě zůstal jako pedagog. V roce 1961 získal titul kandidát věd, o rok později se na své alma mater habilitoval. V roce 1966 se na téže škole stal profesorem antické literatury. V polovině 60. let byl vedoucím redaktorem Sborníku prací Filozofické fakulty brněnské univerzity. V letech 1965–2002 přednášel na Filosofické fakultě Karlovy univerzity. Mj. zde ve školním roce 1969/1970 vedl kurs „Císařský Řím“ a ve školním roce 1973/1973 „Řecké náboženství“. Pedagogickou kariéru zakončil na Trnavské univerzitě, kde učil v letech 2000–2004.
Hošek udržoval blízká přátelství s mnoha kolegy z oboru. Jedním z nich byl i překladatel z řečtiny a latiny Rudolf Mertlík, který v době vlády KSČ nesměl publikovat. Hošek jeho překladům propůjčil své jméno. Hoškova pozůstalost, uložená v Archivu Masarykovy univerzity, obsahuje korespondenci s více než 160 osobnostmi vědeckého života z ciziny i Československa.

## Dílo
Jak dokazuje Hoškova bibliografie, byl v rámci antických studií jeho záběr velice široký. Zajímal se o řecké i římské náboženství, o divadlo, o filosofii, společenské vztahy i každodenní život. Kromě odborné práce se snažil odkaz antiky popularizovat i pomocí překladů antické literatury.

### Vybraná bibliografie

#### Monografie
- Malý ateistický slovník, SNPL, Praha 1962, 566 s. (spoluautor).
- Země bohů a lidí, Svoboda, Praha 1972, 290 s.
- Řím Marka Aurelia, Mladá fronta, Praha 1990, 280 s. (s Václavem Markem).
- Náboženství antického Řecka, Vyšehrad, Praha 2004, 240 s.
- Antická mystéria, Vyšehrad, Praha 1997, 365 s. (s Růženou Dostálovou).

#### Překlady
- Artemidóros, Snář, Svoboda, Praha 1974, 333 s. (Antická knihovna, sv. 26).
- Platón, Ústava, Svoboda – Libertas, Praha 1993, 524 s. (Antická knihovna, sv. 65). ´

#### Studie
- K pojetí daimona v pozdní antice, Sborník prací Filozofické fakulty brněnské univerzity, řada archeologicko-klasická, 1956, s. 164–172.
- Verber tortum, Sborník prací Filozofické fakulty brněnské univerzity, řada archeologicko-klasická, 1957, s. 167–170.
- Dvě magické gemy, Archeologické rozhledy, roč. 60, 2008, č. 1, s. 146–148 (s Janem Bouzkem, Růženou Dostálovou a Ivou Ondřejovou).